# Mircea Şimon
Mircea Șimon (Bucarest, 22 gennaio 1954) è un ex pugile rumeno.

## Palmarès

### Olimpiadi
- 1 medaglia:
  - 1 argento (Montréal 1976 nei pesi massimi)